# Rapsasphalt
Als Rapsasphalt bzw. unter dem Markennamen RapsAsphalt wird ein Asphalt bezeichnet, der eine nennenswerte Menge Rapsöl im Bitumenanteil enthält (Raps-Bitumenemulsion). Entwickelt wurde dieser Asphalt, um das ansonsten im Bitumen enthaltene Erdöl zu substituieren und so eine umweltfreundlichere und zugleich kostensparendere Asphaltform zu erhalten. RapsAsphalt wurde von der österreichischen Firma Vialit Asphalt Ges.m.b.H. & Co. KG (Lizenzgeber) entwickelt und 1994 patentiert. In Deutschland liegen die Herstellung und der Vertrieb in Händen des ARGE RapsAsphalt e.V.

## Herstellung
Rapsasphalt wird wie normaler Asphalt als eine Mischung aus dem Bindemittel Bitumen und Gesteinskörnungen hergestellt und zur Oberflächenbehandlung im Straßenbau eingesetzt. Er unterscheidet sich von Asphalt also nur in der Zusammensetzung des Bindemittels.
Dabei wird an Stelle der herkömmlich verwendeten weichen Bitumenlösungen hartes Bitumen eingesetzt, das durch die Zugabe von Rapsöl auf eine verarbeitungsfähige Konsistenz eingestellt wird. Dieses rapsölhaltige Bitumen wird zu Fluxbitumen (für die Verwendung im Heißverfahren) oder Bitumenemulsionen (Kaltverfahren) weiterverarbeitet. Der Anteil an Rapsöl im Rapsasphalt beträgt je nach Einsatzgebiet und Sorte gemäß Patentangabe zwei bis 20 Prozent.

## Eigenschaften
Rapsasphalt besitzt einige Eigenschaften, die sich positiv auf die Eigenschaften des Bitumen auswirken. Die Zugabe von 5 % Rapsöl zum Asphalt verringert die Viskosität und verbessert damit die Benetzung des Rollsplitts. Die Aushärtung und die Verkehrsfestigkeit ausgebesserter Oberflächen wird mit Rapsasphalt schneller erreicht, das Alterungsverhalten soll gegenüber Vergleichsprodukten verbessert sein. Zudem ist das biologisch abbaubare Rapsöl bei Auswaschungen durch Regenwasser umweltschonender als wassergefährdende Öle auf mineralischer Basis. Im Unterschied zu herkömmlichem Bitumenmischungen enthält Rapsasphalt keine Weichmacher, die ein Gesundheitsrisiko bei der Verarbeitung darstellen können.
Eine von der Technischen Universität München durchgeführte Untersuchung des Asphalts im Praxistest bestätigte die guten Gebrauchseigenschaften des Materials und bescheinigt:
Nach mehrjähriger Liegezeit und visueller Einschätzung befinden sich die vier untersuchten Oberflächenbehandlungen insgesamt in einem guten bis sehr guten Zustand. Kornausbrüche traten im Wesentlichen nur dort auf, wo extreme Belastungen durch lenkenden land- und forstwirtschaftlichen Verkehr vorhanden sind.
Aufgrund des markenrechtlichen Schutzes des Namens „Rapsasphalt“ ist eine Analytik des Anteils an Rapsöl und die Unterscheidung anderen Ölen und Fetten erforderlich, die aufgrund der Zusammensetzung des Asphalts als Stoffgemisch nur sehr schwer möglich ist. Durch ein Lösungsverfahren mit Schwefelkohlenstoff wurde es ermöglicht, eine Untersuchung im Gaschromatographen durchzuführen und die Beimischung aufgrund des Fettsäuremusters auf 0,5 % Genauigkeit zu analysieren. Mit der Alterung des Rapsasphalts verändert sich das Fettsäuremuster, da Fettsäuren ohne Doppelbindungen mit dem Bitumen reagieren und entsprechend seine Eigenschaften verändern, der Alterungsprozess und die damit verbundene Verschlechterung der Bindeeigenschaften wird verzögert.

### Klimaziele
Neben den direkten technischen Eigenschaften werden vom Lizenzgeber Eigenschaften zur dauerhaften Reduzierung der Treibhausgasbelastung angegeben. Rapsöl ist im Unterschied zu Erdölderivaten nicht fossilen Ursprungs. Laut Auskunft einer anerkannten Bundesanstalt für Landtechnik werden beim Wachstum von Raps rund 6.000 kg CO2 je Hektar Anbaufläche absorbiert, allein in Österreich könnte im ländlichen Wegenetz eine jährliche Anbaufläche von 6.000 ha für den Straßenbau genutzt und damit jährlich 36 Mio. kg CO2 gebunden werden. Da Raps im Rahmen der Asphaltherstellung nicht verbrannt wird, kann durch seinen Einsatz als Straßenbaubindemittel eine echte Herabsetzung des Treibhausgases Kohlendioxid durch die Einbettung in Asphalt erreicht werden.

## Marktsituation
Die erste aus Rapsasphalt hergestellte Oberfläche war eine Bundesstraße mit Autobahnzubringerfunktion im Jahr 1992. Die Markteinführung in Deutschland erfolgte im Jahr 2001 im Rahmen eines Pilotprojekts in Bayern. Zwei Jahre später wurden deutschlandweit 1.900 Tonnen Raps-Bitumenemulsion verarbeitet, im Jahr 2005 bereits 2.100 Tonnen. Für 2006 wird mit einer rückläufigen Menge gerechnet. Gründe für die rückläufige Entwicklung werden in Einsparungen der Kommunen bei Maßnahmen des Straßenunterhalts sowie in den gegenüber herkömmlichem Asphalt um ca. zehn Prozent höheren Kosten gesehen.
Rapsasphalt wird bis heute vor allem in der Straßeninstandsetzung eingesetzt, obwohl es nach Ergebnissen auf einer Versuchsbaustelle auch für dickere Asphaltschichten verwendbar ist. Prognosen gehen davon aus, dass entsprechend etwa drei Prozent des Bitumen durch Rapsöl ersetzt werden könnten, das entspricht einer Menge von etwa 15.000 Tonnen Rapsöl in Österreich und 100.000 Tonnen in Deutschland pro Jahr.

## Vegecol
Rapsasphalt ersetzt nur einen Teil des Erdöls im Bitumen durch Rapsöl. Aufbauend darauf hat die Firma Colas Bauchemie GmbH ein Bitumen entwickelt, das vollständig aus nachwachsenden Rohstoffen hergestellt wird. Eingesetzt wurde das als Vegecol bezeichnete Bitumen bzw. der daraus hergestellte Asphalt bislang allerdings erst beispielhaft bei der Bundesgartenschau 2007 in Gera sowie bei Parkwegen in der Nähe des Schlosses Nymphenburg als Oberflächenmaterial.